# مقص حلاقة

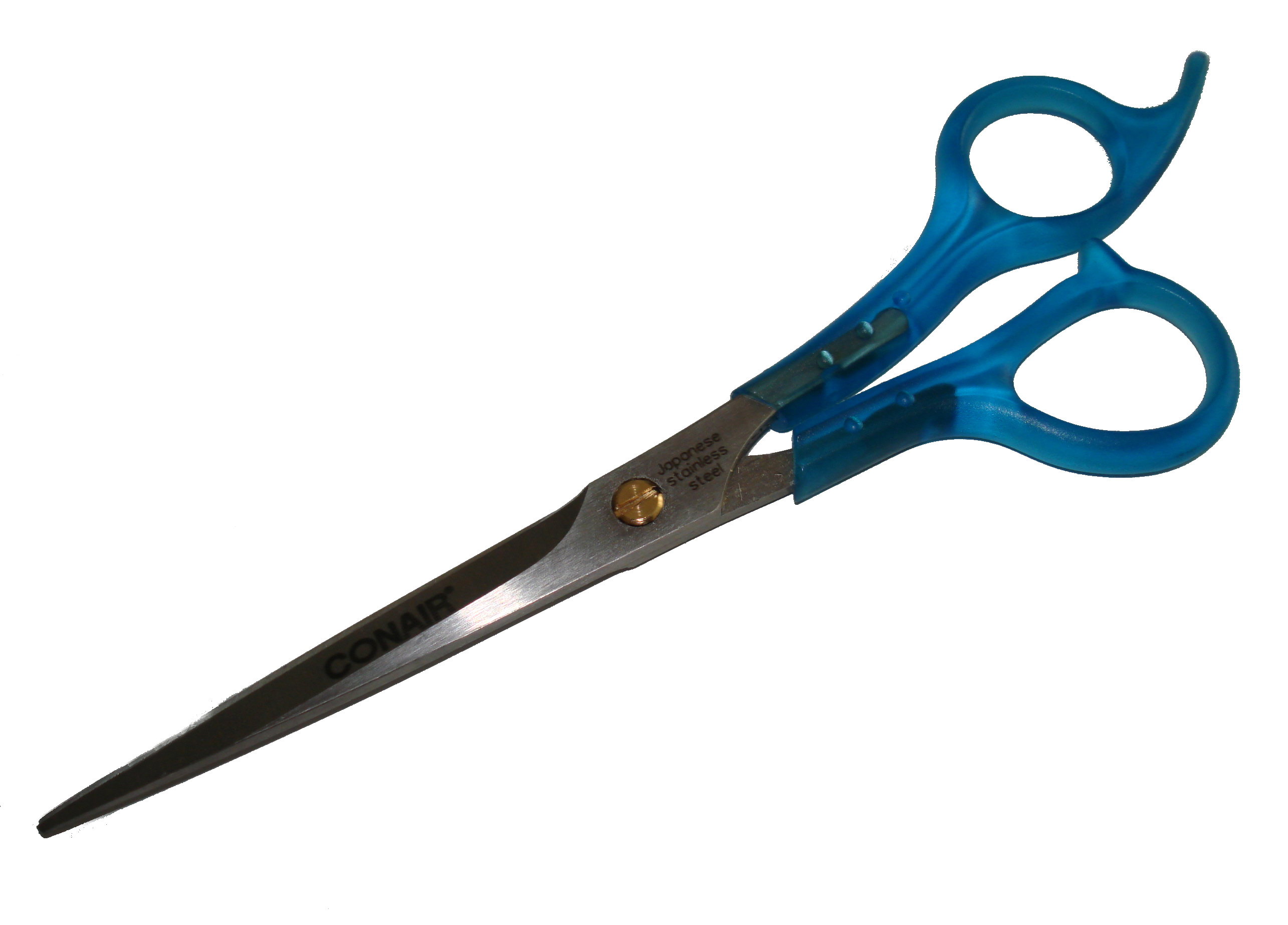
مقص الحلاقة.

مقص الحلاقة هو مقص مصمم خصيصاً لقص الشعر، ويعد مقص الحلاقة أداة أساسية عند الحلاق ولايمكنه استخدم مقص أخر عوضاً عنه، حيث أن تصميم مقص الحلاقة يختلف عن المقصات الأخرى، يتراوح حجم المقصات من حوالي 5 إلى 7 بوصات (13 إلى 18 سم) طويلة.
يكون في نهاية مقص الحلاقة عكفة صغيرة في تهايته تمكن المستخدم للمقص من سند إصبع الخنصر أو ابنصر (حسب إستخدامه)، وهذا يمنح المستخدم تحكماً إضافياً عند القص.